# Lituanistyka
Lituanistyka – nauka o języku, literaturze, kulturze i dziejach Litwinów oraz Żmudzinów. Jako poddyscyplina zaliczana jest do bałtystyki.
Ośrodki naukowe w Polsce, w których można studiować lituanistykę to Zakład Bałtologii Uniwersytetu im. Adama Mickiewicza w Poznaniu (filologia, specjalność bałtologia – filologia litewska), Katedra Językoznawstwa Ogólnego, Wschodnioazjatyckiego Porównawczego i Bałtystyki na Uniwersytecie Warszawskim (filologia bałtycka, specjalność lituanistyka i letonistyka). Jednostki te utrzymują szerokie kontakty z Uniwersytetem Wileńskim.